# 漢諾威鎮區 (堪薩斯州林肯縣)
漢諾威鎮區（英語：Hanover Township）為美國堪薩斯州林肯縣轄下的鎮區。2010年美国人口普查中此鎮區人口有41人。

## 地理
漢諾威鎮區涵蓋總面積為93平方（36平方英里），其中陸地面積為93.1平方（35.96平方英里），水域面積為0.10平方（0.04平方英里）或0.11%。海拔高度491（1,611英尺）。

## 人口統計
根據2010年美國人口普查，漢諾威鎮區人口有41人，其中男性有22人，女性有19人，人口密度為每平方公里0.44人，住房計22戶。鎮區內的白人有41人，非裔美國人有0人，美洲原住民有0人，亞裔美國人有0人，太平洋島裔美國人有0人，其他種族有0人，混血種族則有0人。此外鎮區內有0人為西班牙裔或拉丁裔美國人。此鎮區之年齡中位數為46.3歲，而男性年齡中位數為46.5歲，女性年齡中位數為37.5歲。

## 交通

### 主要公路
- 181號堪薩斯州州道